# آگیاسوس
آگیاسوس (به لاتین: Agiasos) یک منطقهٔ مسکونی در یونان است که در شهرداری لسبوس واقع شده‌است.